# VFTS 352

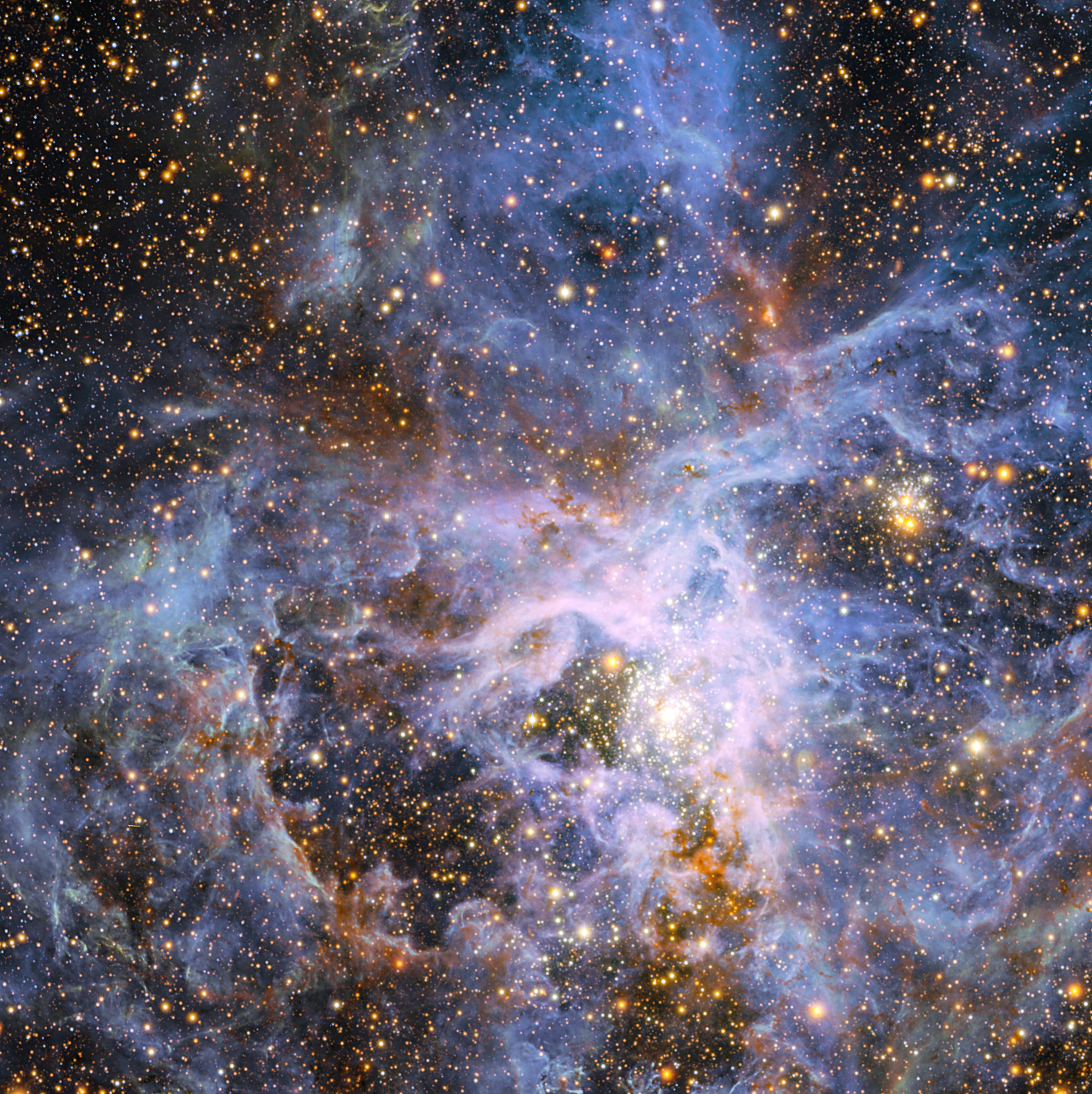
VFTS 352가 태어난 대마젤란 은하 타란툴라 성운. 사진에는 성운 내 별이 매우 활발히 태어나는 장소가 보인다.

VFTS 352는 대마젤란 은하의 일부인 타란툴라 성운 안에 있는 쌍성계이다. 지구로부터 약 16만 광년(4만 9천 파섹) 떨어져 있다. 이 계는 발견된 과잉접촉쌍성 중 질량과 밝기가 최상위권에 속한다.
발견에는 유럽 남방 천문대 소유의 초거대 망원경을 사용했으며 2015년 10월 13일 발견 사실이 공식 발표되었다. VFTS 352 계는 아주 뜨겁고(40,000 °C) 밝으며 무거운 별 둘로 이루어져 있다. 두 별의 질량은 거의 같으며 아주 가까이 붙어 있어 질량중심을 1일 남짓한 시간에 1회 돈다. 거리 때문에 두 별의 표층은 서로 맞붙어 있으며 질량의 30퍼센트 정도를 공유하고 있는 것으로 보인다. VFTS 352의 구성원처럼 아주 무겁고 밝은 별들은 산소 등의 원소를 만드는 주역으로 보인다.
VFTS 352 계의 미래는 확실하지 않지만 두 가지 설이 있다. 첫 번째 시나리오는 두 별이 합쳐져서 아주 빠르게 회전하는 거대한 항성이 만들어진다는 가정이다. 회전 속도가 줄어들지 않을 경우 이 별은 긴 시간에 걸쳐 감마선 폭발을 일으키면서 죽음을 맞이할 것이다. 두 번째로 두 별은 합쳐지지 않고 각자가 초신성 폭발로 삶을 마감할 수도 있다. 이 경우 둘은 가까이 붙어 있는 블랙홀 쌍성계로 진화할 것이며, 두 블랙홀이 합쳐지면서 중력파원이 될 가능성도 있다.

## 같이 보기
- 접촉소천체